# Mayetiola californica
Mayetiola californica är en tvåvingeart som först beskrevs av Ephraim Porter Felt 1908.  Mayetiola californica ingår i släktet Mayetiola och familjen gallmyggor.
Artens utbredningsområde är Kalifornien. Inga underarter finns listade i Catalogue of Life.